# Ходаков Олексій Дмитрович
Олексій Дмитрович Ходаков (рос. Алексей Дмитриевич Ходаков; нар. 10 червня 1927 — пом. 10 липня 1998) — радянський футболіст та хокеїст.

## Життєпис
Розпочинав свою футбольну кар'єру в ЦБЧА, однак через велику конкуренцію не зіграв за клуб жодної гри. Надалі нападник виступав за команди з Калініна, ленінградський ВМС й іванівське «Червоне знамя».
У 1956 році провів 3 матчі в класі «А» за «Шахтар».
До футболу займався хокеєм. У 1947 році він ставав призером чемпіонату СРСР у складі ЦБЧА.
Помер 1998 року.

## Досягнення
хокей із шайбою
- Чемпіонат СРСР
  -  Срібний призер (1): 1946/47

футбол
- Кубок СРСР
  -  Фіналіст (1): 1951